# Империал русо

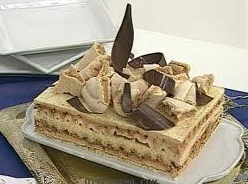
Десерт Империал русо

Империал русо (исп. Imperial ruso), «Русский императорский» — десерт, который возник в городе Буэнос-Айрес, Аргентина. Этот торт состоит из французского безе, начиненного масляным кремом и миндалём. Также можно добавить фрукты по вкусу.

## История
Десерт был придуман итальянским иммигрантом и кондитером Каэтано Бренна, который в 1904 году приобрел магазин на углу между Авенида Кальяо и Авенида Ривадавиа в городе Буэнос-Айрес. В 1917 году он перестроил здание, открыл кафе и кондитерскую «Эль Молино», ставшее вскоре популярным среди деятелей искусства и политиков того времени. В нём и был создан десерт Империал русо, названный в честь недавно расстрелянной царской семьи Романовых, в том числе русского императора.